# Tucacas
Tucacas – miasto w zachodniej Wenezueli, w stanie Falcón, w gminie Silva.
Tucacas się znajduje nad morzem, przy Parku Narodowym Morrocoy.